# Společenství sdíleného osudu lidstva
Společenství sdíleného osudu lidstva (čínsky v českém přepisu žen-lej ming-jün kung-tchung-tchi, pchin-jinem renlei mingyun gongtongti, znaky 人类命运共同体) je jeden ze základních termínů v čínské komunistické ideologii, který slouží jak v rámci domácí propagandy, tak zahraniční politiky. Ideologicky vymezuje postavení a vedoucí roli Čínské lidové republiky v mezinárodní komunitě, a potažmo tedy i její zahraniční politiku, která by se měla řídit principem „hledání společného zájmu a společných hodnot lidstva“.

## Historie
Tato formulace byla sice bez doslovné, ale z kontextu dostatečně zjevné, zmínky o celém lidstvu poprvé použita v roce 2011 v bílé knize Čínského mírového rozvoje, kterou připravila Informační kancelář čínské státní rady. Píše se v ní:
„Ekonomická globalizace vytváří důležitý trend, který ovlivňuje mezinárodní vztahy. Země rozdílných kategorií, s rozdílnými systémy a stupni vývoje na sobě vzájemně závisejí a jejich zájmy se prolínají, [a tak] vytvářejí společenství sdíleného osudu [na principu] „já jsem tvou součástí a ty jsi mou“.
O rok později tuto myšlenku dále rozvinul tehdejší generální tajemník Chu Ťin-tchao na 18. sjezdu Komunistické strany Číny, který mluvil o tom, že: 
„vzájemně prospěšná spolupráce [mezi národy] znamená, že musíme podnítit myšlenku společenství sdíleného osudu lidstva, při usilování o prospěch naší země zároveň brát racionálně v potaz země ostatní, v rámci našeho rozvoje podporovat společný rozvoj všech zemí a vytvořit nový, vyrovnanější typ partnerských vztahů v globálním rozvoji, [ve kterém] budeme na stejné lodi, budeme sdílet práva i povinnosti a dále posilovat společný zájem lidstva.“
Posun od „vyrovnanějšího typu partnerských vztahů“ k tomu „být vzorem“ zcela zřetelně poukazuje na Si Ťin-pchingovy ambice v mezinárodním postavení Číny jakožto světové velmoci tak, jak je vyjádřil mimo jiné i ve svém projevu k 70. výročí založení ČLR.
Po 19. sjezdu se heslo „společenství sdíleného osudu lidstva“ objevilo nejen ve Stanovách Komunistické strany Číny, ale po úpravách z roku 2018 dokonce i v preambuli samotné Ústavy Čínské lidové republiky.

## Užití v mezinárodní politice
Velkým úspěchem čínského propagandistického aparátu a snah šířit vlastní ideologickou rétoriku je proniknutí hesla „společenství sdíleného osud lidstva“ i do oficiálních materiálů Organizace spojených národů. Stalo se tak v roce 2017 ve dvou návrzích rezolucí z pera Prvního výboru Valného shromáždění OSN k vesmírnému zbrojení, konkrétně v „Zákazu prvního umístění zbraní do vesmíru“ (No first placement of weapons in outer space) a „Dalších praktických opatřeních k zabránění vesmírným závodům ve zbrojení“ (Further practical measures for the prevention of an arms race in outer space). Ve druhém zmíněném textu najdeme například formulaci, že „Valné shromáždění […] vyzývá všechny země, aby se aktivně zapojily do zabránění vesmírným závodům ve zbrojení […] s cílem utvořit společenství sdílené budoucnosti lidstva.“ Oba tyto návrhy nakonec Valné shromáždění přijalo a v letech 2018 a 2019 dále rozvíjelo a doplňovalo s tím, že původně čínské heslo ve všech dokumentech zůstalo. Poslední verzí jsou stejnojmenné rezoluce z 12. prosince 2019.
Ještě důležitější ovšem byly dvě rezoluce Rady pro lidská práva, jedna z roku 2017 s názvem „Rozvíjející příspěvek k požívání všech lidských práv“ (The contribution of development to the enjoyment of all human rights) a druhá z roku 2018 s názvem „Podpora oboustranně výhodné spolupráce na poli lidských práv“ (Promoting mutually beneficial cooperation in the field of human rights). V druhé jmenované se píše:
[Rada pro lidská práva] uznává důležitost pěstování mezinárodních vztahů založených na vzájemném respektu, spravedlnosti a vzájemně prospěšné spolupráci a na vytvoření společenství sdílené budoucnosti pro lidské bytosti […].
Tato formulace obsahuje kromě „společenství sdíleného osudu lidstva“ ještě další výraz, který jsme mohli vidět již výše v Chuově projevu, a to „oboustranně prospěšná spolupráce“ (合作共赢, che-cuo kung-jing). Jedná se o další z frází, jež čínská garnitura hojně užívá a s níž se přes odpor především Spojených států snaží proniknout do mezinárodního prostředí. V této rezoluci se kromě samotného jejího názvu objevuje hned osmkrát. Na rozdíl od rezolucí týkajících se vesmírného prostředí se však tato rezoluce nedočkala dalších verzí, zatímco prvně zmíněná rezoluce v poslední verzi z roku 2019 už frázi „společenství sdíleného osudu lidstva neobsahuje“.
Jak lze vidět z výše uvedených překladů textů rezoluce, anglický termín pro „společenství sdíleného osudu lidstva“ (community of shared future for [hu]mankind, popř. human beings) se od toho čínského lehce liší. Jedná se ale pouze o překladatelské varianty, které nijak zásadně neposunují význam sdělení – „osud“ a „budoucnost“ jsou v daném kontextu synonymní výrazy, stejně jako „lidstvo“ a „lidské bytosti“. V čínštině se jedná o jednu a tu samou formulaci.

Proti rezolucí „Zákaz prvního umístění zbraní do vesmíru“ a jejím návrhům hlasovaly mimo dalších států také Spojené státy americké, Francie a Spojené království, které v roce 2018 vydaly společné prohlášení, ve kterém svůj negativní postoj zdůvodňují. Jedním ze čtyř předložených argumentů je také právě nesouhlas s danou formulací, kterou do textu prosadila Čína:
Tato fráze byla navržena Čínou k tomu, aby do mezinárodního systému promítla vlastní pohled na multilateralismus a světovou geopolitiku. Nikdo z nás by neměl podporovat začleňování jazyka, který cílí na domácí politické publikum, do multilaterálních dokumentů.
Podobně pak – diplomatičtější formou, nicméně navýsost kriticky – vysvětlovala Austrálie své „ne“ k návrhu rezoluce o lidských právech:
Obsah tohoto návrhu rezoluce se dle našeho názoru příliš soustředí na vztahy mezi zeměmi a ne na lidská práva jedince, jak jsou definovaná ve Všeobecné deklaraci lidských práv […]. Z našeho pohledu by fráze ‚společenství sdíleného osudu‘ a ‚vzájemně prospěšná spolupráce‘ neměly být v této rezoluci uvedeny. Těmto frázím není v Radě pro lidská práva zcela porozuměno […]. A nakonec máme obavy, že [návrh rezoluce] L.36 se může pokusit ovlivnit reformu Rady pro lidská práva a jejích mechanismů.
Austrálie se nakonec při finálním hlasování zdržela, proti byly jenom Spojené státy. Česká republika o lidskoprávní rezoluci nehlasovala a v případě rezolucí o vesmírném zbrojení se v prvních fázích diskuse spíše zdržovala hlasování, ale nakonec se také postavila proti – jestli to však mělo něco společného s Čínou propagovaným heslem, není známo.

Jak ve svém článku „Základ hodnotového systému společenství sdíleného osudu lidstva“ píše Čchü Sing, ředitel Čínského institutu pro mezinárodní otázky, což je instituce podřízená čínskému ministerstvu zahraničí:
Pokud se politici všech zemí opravdu zamyslí nad dlouhodobým zájmem lidstva a nebudou svoji politiku formulovat na základě krátkodobých domácích politických potřeb, pak lze zcela jistě vytvořit společenství sdíleného osudu lidstva na vyšší úrovni, směřující ke společnému blahobytu.